# Particulazona
Particulazona is een monotypisch geslacht van keverslakken uit de familie van de Lepidochitonidae.

## Soort
- Particulazona milnei Kaas, 1993